# Santa Ana (Bellavista de la Unión)
Santa Ana es una localidad peruana ubicada en el distrito de Bellavista de la Unión, perteneciente a la provincia de Sechura del departamento de Piura, al norte del Perú. En el 2017 tenía una población de 1 habitante.